# Antonio Albacete
Antonio Albacete, né le 15 janvier 1965 à Madrid, est un pilote de courses espagnol sur voitures de tourisme et monoplaces, reconverti dans les courses de camions en CECC.

## Biographie
Il débute les sports mécaniques très jeune par le karting (à la fin des années 1970), évoluant sur des voitures à partir de 1981.
Il dispute le Championnat d'Espagne de voitures de tourisme entre 1990 et 1996 (à bord de Toyota, Fiat, BMW, Opel, et Alfa Romeo), s'essayant également sur une Formule 3000 en 1987 (à bord d'une Lola T87/50 de GA Motorsports, à Jarama).
Il entame la compétition en poids lourds lors de la saison d'ETRC 1997 ; ses trois titres continentaux ont été acquis avec l'équipe espagnole CEPSA-MAN, dirigée par Ivan Cruz.
Il dispute le championnat 2013 avec l'expérimenté Markus Oestreich, dans l'équipe Lutz Bernau.
Antonio Albecete ne participe pas à la saison 2016, faute de réunir un budget suffisant, à la suite du retrait de son sponsor principal Cepsa après plus d'une décennie.
Il revient dans le championnat en 2017 dans l'équipe de Lutz Bernau.

## Titres
- Champion d'Europe de courses de camions en 2006 (avec l'équipe de Lutz Bernau) et 2010, sur MAN (TGA puis TGS)
- Champion d'Europe de courses de camions Race-Trucks, en 2005, sur MAN TGA

Mise à jour après le  Grand Prix de Slovaquie 2017.
| Année | Ecurie                  | Camion | Courses | Victoires | Podiums | Points | Classement final |
| ----- | ----------------------- | ------ | ------- | --------- | ------- | ------ | ---------------- |
| 1997  | Cepsa                   |        | 44      |           |         | 234    | 7e               |
| 1998  | Cepsa                   |        | 40      |           |         | 251    | 5e               |
| 1999  | Cepsa                   |        | 44      |           |         | 330    | 5e               |
| 2000  | Cepsa                   |        | 40      |           |         | 272    | 7e               |
| 2001  | Cepsa                   |        | 44      |           |         | 228    | 3e               |
| 2002  | Cepsa                   |        | 40      |           |         | 463    | 3e               |
| 2003  | Cepsa                   |        | 40      | 1         | 18      | 159    | 4e               |
| 2004  | Cepsa                   |        | 40      | 4         | 13      | 198    | 4e               |
| 2005  | Cepsa                   |        | 40      | 16        | 31      | 463    | Champion         |
| 2006  | Cepsa                   |        | 36      | 11        | 26      | 346    | Champion         |
| 2007  | Cepsa                   |        | 36      | 9         | 29      | 377    | 2e               |
| 2008  | Cepsa                   |        | 36      | 11        | 28      | 372    | 3e               |
| 2009  | Cepsa                   |        | 40      | 13        | 34      | 637    | 2e               |
| 2010  | Cepsa                   |        | 35      | 10        | 25      | 387    | Champion         |
| 2011  | Cepsa                   |        | 40      | 8         | 22      | 355    | 2e               |
| 2012  | Cepsa                   |        | 44      | 11        | 30      | 468    | 2e               |
| 2013  | Cepsa                   |        | 40      | 9         | 23      | 412    | 2e               |
| 2014  | Cepsa                   |        | 36      | 5         | 23      | 377    | 3e               |
| 2015  | Cepsa                   |        | 40      | 5         | 14      | 385    | 5e               |
| 2017  | Truck Sport Lutz Bernau |        | 36      | 3         | 11      | 255    | 5e               |
| 2018  | Truck Sport Lutz Bernau |        | 32      | 5         |         | 249    | 3e               |
| Total |                         |        | 823     | 120       |         | 7218   | 3 titres         |

## Palmarès

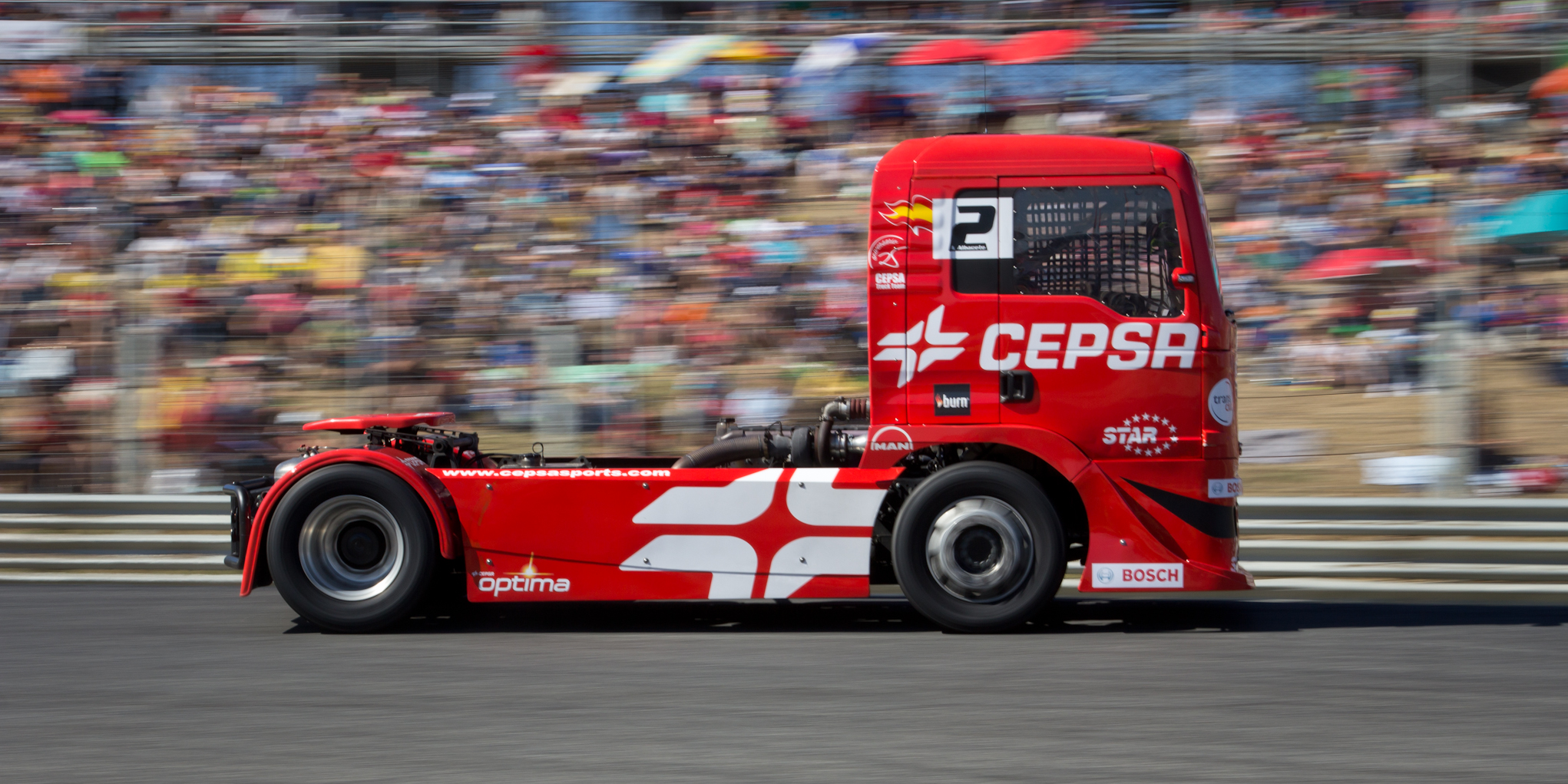
Son MAN de profil, en 2013.

Mise à jour après le  Grand Prix de Misano 2017.
- Triple vice-champion d'Espagne de karting consécutif, en 1979, 1980 et 1981
- Quintuple vice-champion d'Europe de courses de camions, en 2007, 2009, 2011, 2012 et 2013
- 3e du championnat d'Europe de courses de camions, en 2001, 2002 et 2008
- 4e du championnat d'Europe de courses de camions, en 2003 et 2004
- 5e du championnat d'Europe de courses de camions, en 1999
- 6e du championnat d'Europe de courses de camions, en 1998
- 7e du championnat d'Europe de courses de camions, en 1997 et 2000.
- Triple champion d'Espagne de Tourisme Classe 2, en 1990, 1991 et 1992 (sur Toyota Corolla (2), puis Fiat Tipo (1))
- Champion d'Espagne de Formule Renault, en 1991
- Champion d'Espagne de Formule Ford, en 1986
- Champion Ibérique de Formule Fiesta, en 1982
- Finaliste de la Supercopa Citroën ZX espagnole, en 1996
- Vice-champion d'Espagne de Tourisme (et classe 1), en 1993 (sur BMW M3)